# Állampolgárság
A középkor rendi korszakában a honfiúság (indigenatus) fejezte ki az államhoz való tartozást, vagyis későbbi szóhasználattal az állampolgárságot. Az állampolgárság ma azt jelenti, hogy valaki egy bizonyos államnak a tagja (polgára), és az illető állam jogokkal és kötelességekkel ruházza fel. Az állampolgárság és a nemzetiség két különböző fogalmat jelöl; lehet valakinek egy bizonyos állampolgársága és egy másik nemzetisége, például ha kisebbségként él egy országban, és rendelkezhet valaki politikai jogokkal úgy is, hogy nem polgára az illető országnak (például a Nemzetközösség polgárai az Egyesült Királyságban teljes körű politikai jogokkal rendelkeznek).

## Az állampolgárság megszerzésének módjai
Minden embernek születésétől fogva joga van egy állampolgársághoz. Születéskori megszerzésének két módja lehetséges:
- ius sanguinis: vér szerinti; ez a legáltalánosabban elismert. Egy állam állampolgárságát tehát megkaphatja az, akinek legalább az egyik szülője az adott állam polgára. Ha egyedül az apja az, akkor csak úgy kapja meg a gyerek az állampolgárságot, ha a szülők házasok vagy az apja elismeri. Régebben a legtöbb ország kizárólag apai ágon ismerte el az állampolgárságot, nők csak akkor örökíthették tovább a gyerekükre, ha nem voltak házasok.
- ius soli: terület szerinti; az állam területén született egyén megkapja az állampolgárságot. Történelmileg főként azokban az országokban alakult ki, amelyekbe nagyszámú bevándorló érkezett, tehát például Egyesült Államok, Kanada. Speciális esetekben azok az országok is alkalmazzák, amelyek nem ismerik el az állampolgárság megszerzésének ezt a módját; például a Magyarországon talált gyermek magyar állampolgár, amíg ki nem derül, kik a szülei.

Az állampolgárság ezen kívül megszerezhető szándékosan is, tehát valaki kérelmezi, és ezután több tényezőtől függően (mennyi ideje él az adott országban, vannak-e családi kapcsolatai más állampolgárokkal stb.) bizonyos idő után megkaphatja az állampolgárságot.
Az állampolgárságtól meg is foszthatnak valakit, például ha előzetes engedély nélkül idegen ország hadseregében szolgál. Ezenkívül az állampolgárságról le is lehet mondani.
Az állampolgárság nélküliek a hontalanok, akiket saját törvényei szerint egyetlen állam sem tekint polgárának.

## Szubnacionális állampolgárság
Az állampolgárság kifejezést rendszerint államokkal kapcsolatban használjuk, de az államnál kisebb egységekre is vonatkozhat. Ez hatással lehet az egy adott területen való letelepedési jogokra vagy a helyi politikai életben való részvétel jogára.

## Kettős állampolgárság

### Uniós polgárság
A maastrichti szerződés foglalta össze először az uniós polgárság fogalmát. Aki valamelyik tagállam polgára, az uniós polgárrá is válik egyben. Az uniós polgárság azonban nem  állampolgárság, ezért az uniós polgárság nem teszi szükségszerűvé, hogy a mindenkori tagállamok állampolgárai egyben kettős állampolgárok legyenek.  Az uniós polgárság és az állampolgárság esetében két, egymástól elválaszthatatlan, de mégis független fogalomról van szó. Míg az állampolgárságot az adott tagállam nemzeti törvényei határozzák meg, addig az uniós polgárság csak kiegészíti, de nem helyettesíti az állampolgárságot. Lényege, hogy a tagállami állampolgárságból fakadó jogokat és kötelezettségeket kiegészíti, és további jogokat fogalmaz meg.
Az uniós polgárság számos joggal ruházza fel a polgárokat: több területen is az EU polgároknak ugyanolyan vagy hasonló jogaik vannak az egyes EU országokban, mint az adott ország polgárainak. Ezek közé tartozik például ):
- a szabad mozgás és a tartózkodás joga a tagállamokban;
- szavazójog és választhatóság az Európai Parlamentben és a lakóhely szerinti ország önkormányzati választásain;[forrás?]
- jog a diplomáciai védelemhez;
- jog ahhoz, hogy petíciót nyújtson be az Európai Parlamenthez;
- jog ahhoz, hogy ombudsman képviselje az érdekeit.

A tartózkodás joga nemcsak azt jelenti, hogy letelepedhet az adott országban, hanem hogy munkát is vállalhat, kivéve a katonai és egyéb védelmi jellegű munkákat.

## A nemzetközösségi állampolgárság
A nemzetközösségi állampolgárság a Brit Nemzetközösség megalapítása óta létezik. Az számít nemzetközösségi állampolgárnak, aki valamelyik tagállam polgára. Az állampolgárság bizonyos jogokat biztosít egyes tagországokban:
- Egyes BN országok nem kérnek vízumot a társországaik polgáraitól.
- Egyes tagországokban a más tagországok polgárai, ha állandó lakosok, bizonyos politikai jogokkal rendelkeznek, szavazhatnak az önkormányzati és az országos választásokon és egyes esetekben választhatóak is.
- Egyes esetekben munkát is vállalhatnak a tagok más tagországokban, kivéve néhány munkakört (például fegyveres védelem vagy magas politikai pozíciók – elnök, miniszterelnök, kormányzó).

Bár a nemzetközösségi állampolgárság szerepel egyes tagországok alkotmányában, és egyesek szerint a kettős állampolgárság egy formája, sosem voltak tervek közös útlevél kibocsátására.
Bár az Ír Köztársaság 1949-ben kilépett a Nemzetközösségből, gyakran tagországként kezelik, és hivatalos dokumentumokban gyakran előfordul „a Nemzetközösség és az Ír Köztársaság” kifejezés. Állampolgárait nem kezelik külföldiként, különösen az Egyesült Királyságban nem.
Kanada 1921-ben eltért attól az elvtől, hogy a nemzetiséget az államhoz való hűség határozza meg (Nationals Act 1921 (Kanada)), főként azért, hogy megakadályozza a nem kanadaiak (nagyrészt ázsiaiak) tömeges bevándorlását. 1935-ben az Ír Szabad Állam volt az első, ami saját állampolgárságot biztosított polgárainak (bár őket még mindig a Brit Korona alattvalóinak tekintették, és a mai napig nem kezelik külföldiként őket; Murray v Parkes [1942] All ER 123).
1946-ban a Törvény a kanadai állampolgárságról eltörölte az állampolgárság közös alapját. A nemzetközösségi állampolgárság fogalmát 1948-ban vezették be a Törvény a brit állampolgárságrólban. Más volt gyarmatok is elfogadták ezt az elvet, Új-Zélandon például a Törvény a brit nemzetiségről és az új-zélandi állampolgárságról törvényben 1948-ban. Az államhoz való hűség fogalmát az állampolgárságé váltotta fel. Kanada ugyanakkor hangsúlyozta a kanadaiak hűségét a Korona iránt; csak praktikus szükséglet volt, hogy a nemzetiség valami máson alapuljon, és ne özönlhessenek az emberek Kanadába a Nemzetközösség összes többi országából.

## Tiszteletbeli állampolgárság
Egyes országok tiszteletbeli állampolgársággal tüntetik ki azokat, akiket nagyra becsülnek. Az Egyesült Államokban – a Kongresszus vagy az elnök döntése alapján – eddig hét embernek ítélték oda.
A kanadai tiszteletbeli állampolgárságot eddig mindössze ketten kapták meg: Raoul Wallenberg (posztumusz, 1985-ben) és Nelson Mandela 2001-ben.
Angelina Jolie amerikai színésznő tiszteletbeli kambodzsai állampolgárságot kapott humanitárius tevékenységéért 2005-ben.

## A történelemben
A történelem során több állam csak egy bizonyos réteg számára biztosított állampolgári jogokat, olyan csoportokat hozva létre, melyek egymással egyenrangúak, de más csoportok fölött állnak. Erre klasszikus példa az ókori Athén, ahol politikai jogai csak a 20. évüket betöltött szabad férfi állampolgároknak voltak. A rabszolgatartó államokban a rabszolgák nem számítottak állampolgárnak.